# Fiona Rene
Fiona Rene (Great Falls, 5 april 1988) is een Amerikaanse actrice van Chinese afkomst.

## Biografie
Tijdens haar jeugd verhuisde het gezin regelmatig en woonde ze in verschillende staten in de VS. Op dertienjarige leeftijd had Rene al in Oklahoma, Californië, Pennsylvania, Michigan en Texas gewoond, waar ze uiteindelijk op zestienjarige leeftijd de middelbare school afrondde. Later ging ze naar een community college in Austin, gevolgd door de Oklahoma Baptist University.
Ze woonde een tijd lang in Londen, waar ze werkte als actrice en acteercoach. Ze werkte ook vijf jaar lang in een spookhuis in Parijs, voor ze terugkeerde naar Los Angeles.
In 2004 maakte ze haar filmdebuut in een bijrol als breakdancer. Begin jaren 2010 volgden verdere rollen in kortfilms en speelfilms. In 2015 had ze gastrollen in de televisieseries Episodes en Critical. In 2019 had ze een bijrol in de kortfilm Tommy Gun, waarvoor ze ook regisseerde en produceerde. Van 2019 tot 2020 speelde ze de rol van rechercheur Kara Lee in de televisieserie Stumptown en in 2020 had ze een bijrol in Underwater. In 2021 speelde ze de rol van Lyla in acht afleveringen van de televisieserie I Know What You Did Last Summer. Sinds 2024 heeft ze een hoofdrol in de televisieserie Tracker.
Sinds midden jaren 2010 werkt ze ook als stemactrice en is ze te horen in diverse computerspellen.